# Kostoľany nad Hornádom
Kostoľany nad Hornádom is een Slowaakse gemeente in de regio Košice, en maakt deel uit van het district Košice-okolie.
Kostoľany nad Hornádom telt 1.248 inwoners.